# الحرس الوطني (السعودية)
الحَرَس الوَطنيّ السَّعُوديَّ، أحد أهم أفرع القوات العسكرية السعودية، وهي وزارة سيادية ومساندة للجيش السعودي، ومجهز بتجهيزات متكاملة، ويعمل الحرس الوطني في بعض الأحيان جنبا إلى جنب مع القوات البرية، ويعمل مع الجيش أثناء الحرب في مواجهة أي عدو خارجي، ويعمل على مساندة الحرس الملكي عند الضرورة ومساندة قوى الأمن الداخلي عند اختلال الأمن الداخلي والسلم الأهلي ومكافحة الإرهاب والمنظمات الإرهابية. القائد الأعلى للقوات المسلحة هو ملك المملكة العربية السعودية الملك سلمان بن عبد العزيز آل سعود ووزير الحرس الوطني هو الأمير عبد الله بن بندر بن عبد العزيز آل سعود، ونائب وزير الحرس الوطني هو الأمير الدكتور عبد العزيز بن محمد بن عياف.

## التاريخ

### مراحل التطور
- ما إن أعلن الملك عبد العزيز توحيد هذا الوطن، بعد جهاد طويل؛ أرسى فيه دعائم الوحدة، وأسّس مقومّات الدولة الحديثة على أرض كانت تمزّقها الصراعات، ويسيطر عليها الخوف، وتتلاطمها الولاءات الضيّقة، وتهدّدها الأطماع الخارجية الراغبة في السيطرة والهيمنة، حتى حوّل البطل الموحّد عبد العزيز من كانوا يتقاتلون بالأمس، فيما بينهم، إلى جنود يقاتلون تحت راية لا إله إلاالله محمد رسول الله؛ فثبّت دعائم الوحدة، وأرسى الأمن في أرجاء الوطن، وبدأ مرحلة جديدة هي مرحلة بناء المؤسّسات وتطوير الدولة.
- وامتداداً لذلك، أمر بإنشاء مكتب الجهاد والمجاهدين في عام 1368هـ فكان نواة الحرس الوطني.
- وفي عام 1374هـ. طُوِّر مكتب الجهاد والمجاهدين ليواكب المرحلة التي تعيشها المملكة فصدر أمر ملكي بتشكيل الحرس الوطني في سائر أنحاء المملكة.
- كان أوّل من تولّى رئاسة الحرس الوطني الأمير عبد الله بن فيصل الفرحان، وفي عام 1376هـ تولّى سموّ الأمير خالد بن سعود بن عبد العزيز رئاسة الحرس الوطني، ثم تلاه سموّ الأمير سعد بن سعود بن عبد العزيز، وقد استمرت المرحلة التأسيسية حتى عام 1382هـ.
- وفي عام 1377هـ عيّن الملك سعود بن عبد العزيز الأميرعبد الله بن محمد بن عقيِّل المشرفي الوهبي التميمي مستشاراً برئاسة الحرس الوطني واستمر في ذلك حتى أحيل على التقاعد عام 1382هـ.

### انطلاقة كبرى
يمثل صدور الأمر السامي الكريم عام 1382هـ، بتعيين صاحب السمو الملكي الأمير عبد الله بن عبد العزيز رئيساً للحرس الوطني، منعطفاً هامّاً في تاريخ الحرس الوطني، إذ بدأت الانطلاقة الكبرى، بانتقال الحرس الوطني من مجرد وحدات تقليديّة، من المجاهدين والمتطوعين وثكنات من الخيام، إلى مؤسّسة حضاريّة كبرى وصرح عسكري شامخ.
بعد أن وضع الأمير عبد الله بن عبد العزيز تصوره الشامل والنابع من قناعاته بمستقبل الحرس الوطني بوصفه مؤسسة حضارية متكاملة؛ جاءت الخطط الطموحة متوافقة مع تصور سموه، بأن أعيد تشكيل الحرس الوطني، ليصبح أكثر قدرة ومرونة على تحقيق تلك الطموحات.
وفي عام 1387 هـ صدر أمر ملكيّ كريم بتعيين صاحب السمو الملكي الأمير بدر بن عبد العزيز نائباً لرئيس الحرس الوطني، ليصبح السند القوي لسمو الأمير عبد الله بن عبد العزيز في تحمّل أعباء التطوير والتحديث، والدّفع بالحرس الوطني في مسيرة العطاء.
وفي عام 1394 هـ بدأت مرحلة جديدة، كانت نقلة أخرى للحرس الوطني، عندما بدأ برنامج تطويره؛ فمن خلاله أعيد تنظيم وحدات الحرس الوطني كافة. وقد بنيت خطة التطوير على مفهوم الأسلحة المشتركة، وبناء على هذا المفهوم، شُكِّلت كتائب الأسلحة المشتركة التي كانت نواة لألوية المشاة الآلية والتي تتمتع بالعديد من الخصائص والقدرات القتالية العالية. كما تمّ تشكيل العديد من وحدات الأمن الخاصة، ووحدات الإسناد مثل الهندسة، والإمداد والتموين، والاتّصالات، ووحدات الإسناد الطبّيّ.
ومع تزايد مهام الحرس الوطني، واتّساع تنظيمه، رأى صاحب السموّ الملكيّ رئيس الحرس الوطني تعيين نائب مساعد لرئيس الحرس الوطني، فصدر أمر ملكي كريم في عام 1395 هـ، بتعيين معالي الشيخ عبد العزيز بن عبدالمحسن التويجري نائباً مساعداً لرئيس الحرس الوطني.
واستجابة لتوسّع التنظيمات العسكريّة وتطوّرها، استحدث منصب نائب رئيس الحرس الوطني المساعد للشؤون العسكرية، وذلك في عام 1421هـ، حيث تم تعيين صاحب السمو الملكى الفريق الأوّل الرّكن / متعب بن عبد الله بن عبد العزيز على ذلك المنصب.
ثم أصدر خادم الحرمين الشريفين الملك عبد الله بن عبد العزيز آل سعود أمرين ملكيين، قضى الأول منهما بتعيين الفريق الأول الركن صاحب السمو الملكي الأمير متعب بن عبد الله بن عبد العزيز ، نائباً لرئيس الحرس الوطني للشؤون التنفيذية بمرتبة وزير، وقضى الأمر الملكي الثاني بإنهاء خدمات سموه العسكرية.
وبتاريخ 11/12/1431هـ صدر الأمر الملكي بتعيين الأمير متعب بن عبد الله بن عبد العزيز آل سعود وزير دولة وعضواً في مجلس الوزراء ورئيساً للحرس الوطني.
وبتاريخ 17/7/1434هـ صدر الأمر الملكي بتحويل رئاسة الحرس الوطني إلى وزارة وتعيين صاحب السمو الملكي الأمير متعب بن عبد الله بن عبد العزيز وزيراً للحرس الوطني.

## قطاعات وزارة الحرس الوطني

### الجهاز العسكري:
- هيئة شؤون الأفراد
- هيئة الإمداد والتموين
- هيئة العمليات
- هيئة الطيران
- هيئة التعليم والتدريب

## الاختصاص

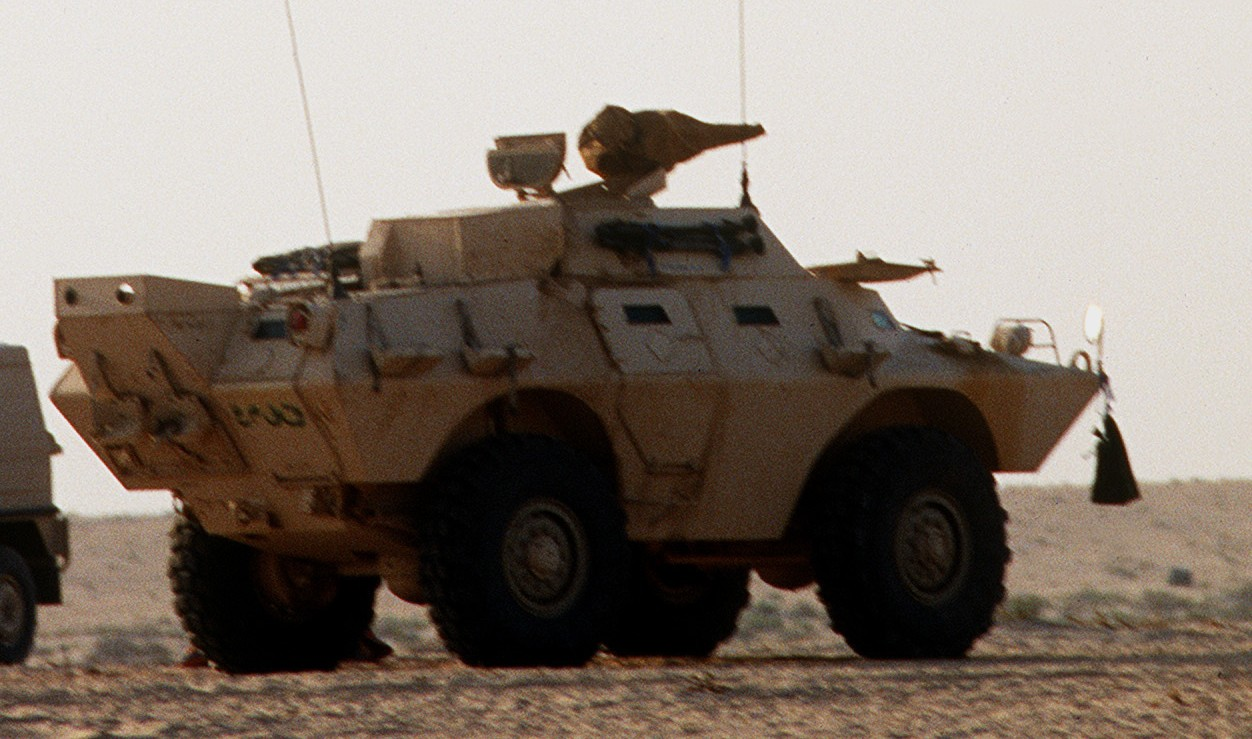
مدرعة تابعة للحرس الوطني من نوع LAV-150

يشارك الحرس الوطني في مساندة وزارة الداخلية السعودية في الحفاظ على أمن الحج وذلك لسنوات طويلة وحتى الآن، إضافة إلى تقديم الخدمات الصحية بالمشاركة مع وزارة الصحة، وشارك في حرب تحرير الكويت في عام 1991م وقد تمكنت قوات الحرس الوطني من تحرير الخفجي من القوات العراقية ومساندة القوات البرية الملكية السعودية بوزارة الدفاع السعودية إلى جانب ما أوكل إليها أثناء الحرب في مساندة وزارة الداخلية السعودية للمحافظة على الأمن الوطني.
- الدفاع عن أراضي وحدود المملكة العربية السعودية والمحافظة على الأمن والاستقرار الداخلي.
- حماية مقدسات ومكتسبات الدولة.
- القيام بدور ثقافي في كل عام (مهرجان الجنادرية) وذلك قبل انتقال المهرجان إلى وزارة الثقافة في يوليو 2019.

### المهام والواجبات
الحرس الوطني السعودي قوة عسكرية سعودية مسلحة تساهم بالدفاع عن أراضي وحدود المملكة العربية السعودية وتحافظ على الأمن واستقرار الداخلي وتحمي المقدسات والمكتسبات والممتلكات للدولة.
1. الدفاع عن أراضي وحدود ومقدسات المملكة العربية السعودية.
2. الحفاظ على الأمن والإستقرار الداخلي.
3. حماية المنشآت الحيوية والإستراتيجية الهامة.
4. المشاركة في حفظ أمن الحجاج والمعتمرين بالمشاعر المقدسة ومكة المكرمة والمدينة المنورة.
5. مشاركة الدفاع المدني في حالة الطوارئ والحروب والكوارث الطبيعية والصناعية والاشعاعية والنووية للمحافظة على الأرواح والممتلكات.
6. المشاركة في معالجة إختطاف الطائرات داخل المملكة العربية السعودية.
7. توفير أمن المناسبات والاحتفالات الرسمية للدولة والحماية المدنية.
8. تقديم الدعم الصحي في حالة الطوارئ والحروب والمحافظة على البيئة.
9. المساهمة في دعم الوعي الديني والأمني والثقافي والتعليمي والصحي والإعلامي والمحافظة على التراث الوطني.
10. المساهمة في الحد من انتشار المخدرات.
11. المساهمة في الخطط العامة لتنمية الوطن والمواطن.
12. التعاون مع الجهات الرسمية في نطاق ماتنص علية الأوامر وماتقتضية المصلحة العامة.
13. المشاركة في التأهيل والتدريب لقوات الحرس الوطني والقوات المسلحة السعودية بوزارة الدفاع وقوات حرس الحدود بوزارة الداخلية - مدارس الحرس الوطني العسكرية / كلية القيادة والأركان.

### النشاط الإجتماعي
بالإضافة إلى إقامة المهرجان الوطني للتراث والثقافة «الجنادرية» سنويا منذ العام 1985 حتى العام 2018 حيث انتقلت مسؤوليته إلى وزارة الثقافة؛ والذي يهدف إلى تفعيل الحراك الثقافي والفكري داخل المملكة وعلى المستوى العربي والإسلامي، وإظهار بعض الجوانب التاريخية والتراثية من تاريخ المملكة.

## التسليح

### معدات الحرس الوطني
| المسدس FN Five-Seven           |  | بلجيكا           |    |         |                                           |
| إيه كيه-47                     |  | الاتحاد السوفيتي |    |         |                                           |
| هكلر آند كوخ جي36              |  | ألمانيا          |    |         |                                           |
| إف إن إف 2000                  |  | بلجيكا           |    |         |                                           |
| إف إن بي 90                    |  | بلجيكا           |    |         |                                           |
| إم بي 5                        |  | ألمانيا          |    |         |                                           |
| ناقلة جنود مدرعة ومكافحة الشغب |  |                  |    |         |                                           |
| VID 12000S                     |  | فرنسا            |    | ؟       | مكافحة الشعب.                             |
| MPCV                           |  | فرنسا            |    | ؟       | MRAP-APC                                  |
| ARIVE                          |  | فرنسا            |    | ؟       | MRAP-APC                                  |
| ARAM                           |  | فرنسا            |    | ؟       | MRAP-APC                                  |
| لاف الثالثة                    |  | كندا             | 19 |         |                                           |
| مواغ بيرانا                    |  | سويسرا           |    | 1,117   | 172 more on order.                        |
| عربة EE-11                     |  | البرازيل         |    | 20      |                                           |
| عربة V-15                      |  | الولايات المتحدة |    | 579     |                                           |
| مدرعة النايف                   |  | السعودية         |    | 315     |                                           |
| مدرعة الفهد                    |  | السعودية         |    | 100     | First indigenously designed APC.          |
| alvis tactica rg12             |  | بريطانيا         |    | ؟       |                                           |
| المدفعية                       |  |                  |    |         |                                           |
| قيصر هاوتزر ذاتية الدفع        |  | فرنسا            |    | 100     | First received in 2010 according to Janes |
| الدفاع الجوي                   |  |                  |    |         |                                           |
| Mpcv Mistral ميكا              |  | فرنسا            |    | 0 (+68) |                                           |

### طيران الحرس الوطني
| إيه إتش-64 أباتشي           |  | الولايات المتحدة | مروحية هجومية                   |  | 72 |  |
| سيكورسكي يو إتش-60 بلاك هوك |  | الولايات المتحدة | مروحية متعددة المهام وإخلاء طبي |  | 46 |  |
| بوينغ إيه إتش-6             |  | الولايات المتحدة | مروحية هجومية                   |  | 36 |  |
| بوينغ إم إتش-6 ليتل بيرد    |  | الولايات المتحدة | مروحية هجومية                   |  | 12 |  |

## وصلات خارجية
- موقع وزارة الحرس الوطني
- الشئون الصحية بالحرس الوطني
- مجلة كلية الملك خالد العسكرية
- الحرس الوطني السعودي من قناة روسيا اليوم على يوتيوب